# Lacus Doloris

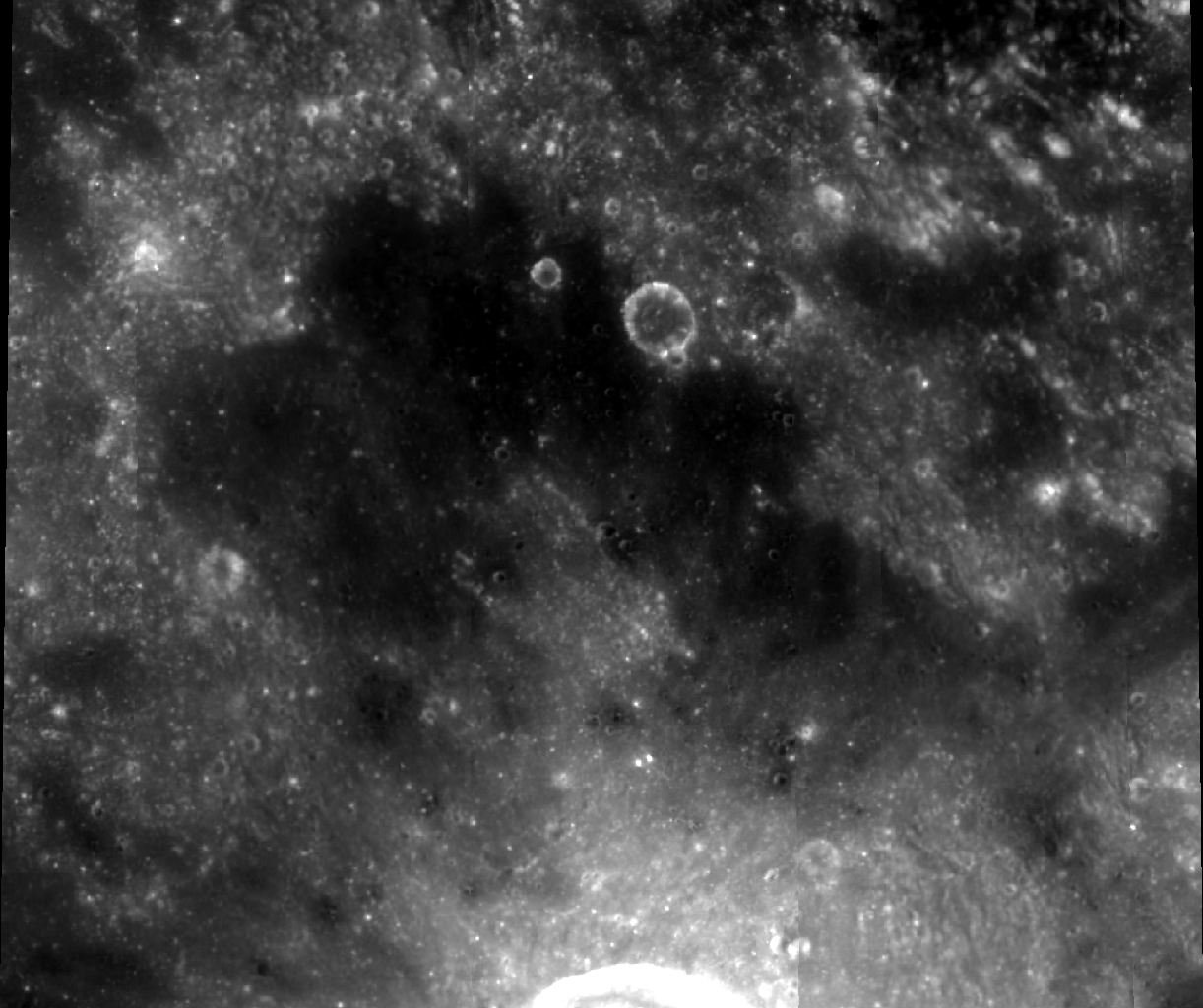
Lacus Doloris. Světlý oblouk na spodním okraji snímku je val kráteru Manilius.

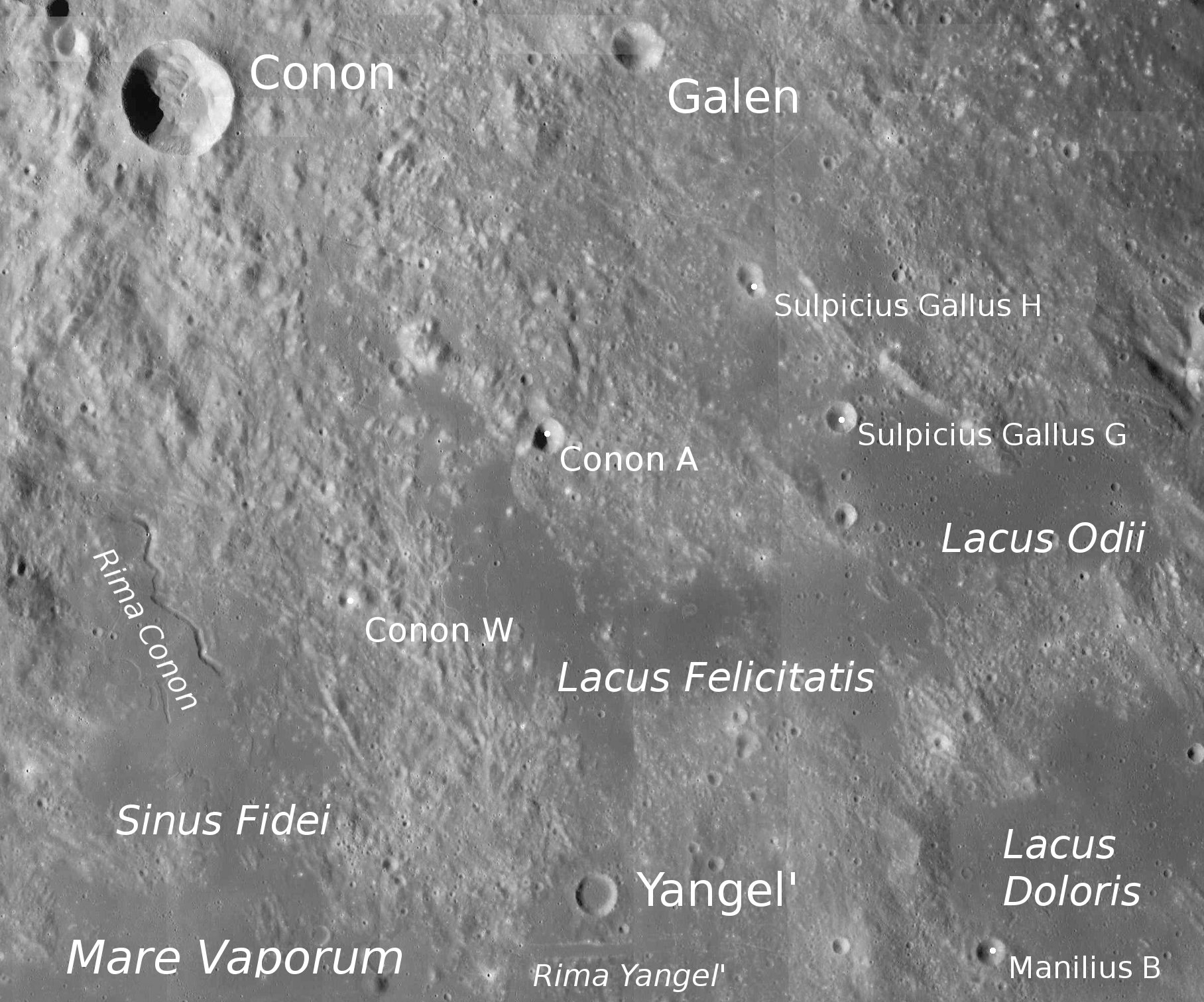
Poloha Lacus Doloris.

Lacus Doloris (česky Jezero žalu nebo Jezero bolesti nebo Jezero trápení) je malé měsíční moře v oblasti mezi Mare Serenitatis (Moře jasu) a Mare Vaporum (Moře par). Tato oblast jihozápadně od pohoří Montes Haemus je bohatá na hladké planiny, mimo Lacus Doloris se zde nachází ještě Lacus Gaudii (Jezero radosti), Lacus Odii (Jezero nenávisti), Lacus Lenitatis (Jezero mírnosti), Lacus Hiemalis (Jezero zimy) a Lacus Felicitatis (Jezero štěstí). Lacus Doloris má průměr cca 110 km, jeho střední selenografické souřadnice jsou 16,8° S a 8,6° V. Jižně leží výrazný kráter Manilius.